# Мамедова, Гюльянаг Закир кызы
Гюльянаг Закир кызы Мамедова (азерб. Gülyanaq Zakir qızı Məmmədova, род. 10 июня 1973) — азербайджанская исполнительница вокала, солистка Азербайджанского государственного театра песни имени Рашида Бейбутова. Народная артистка Азербайджана (2014). Народная артистка Республики Узбекистан (2022).

## Биография
Гюльянаг Мамедова родилась 10 июня 1973 года в селе Бёюк-Дахна Шекинского района Азербайджанской ССР. С 1980 по 1990 годы училась в средней школе №1 в родном селе. В 1992 году поступила в Бакинское музыкальное училище имени Асафа Зейналлы на отделение мугама, которое окончила в 1996 году. В том же году поступила в Азербайджанский государственный университет культуры и искусств на факультет актёрского мастерства музыкального театра и кино, который окончила в 2000 году. В 2002 году завершила магистратуру в этом же университете.
Творческую деятельность начала ещё в 1990 году, работая в Доме культуры Шекинского района. С 1993 года является солисткой Азербайджанского государственного театра песни имени Рашида Бейбутова. Её выступления отличает богатый репертуар, охватывающий как классические мугамы, так и современные произведения.
С начала 1990-х годов Мамедова активно представляла азербайджанскую музыкальную культуру на международной арене:
- В 1993 году приняла участие в Днях культуры Азербайджана в Австрии.
- В 1995–1997 годах выступала на фестивале в шведском городе Мальмё, а также дала концерты в Стокгольме и Гётеборге.
- В 2000 году представляла страну на международной выставке ЭКСПО–2000 в Ганновере (Германия), участвовала в Босфорском фестивале в Стамбуле и дала концерты в Анкаре.
- В 2002 году выступала в Вене, Москве, Киеве, принимала участие в Днях культуры Азербайджана в этих странах.
- В 2003 году — в Минске и Майнце (Германия).
- В 2004 году — на праздновании Новруза в Екатеринбурге.
- В 2005 году — в Кишинёве и вновь в Вене.
- В 2008 году — на трёхстороннем концерте дружбы Азербайджан–Турция–Румыния в Бухаресте.
- В 2011 году гастролировала в США и Туркменистане.

В 2002 году представляла Азербайджан на торжественных мероприятиях, приуроченных к первой годовщине вступления страны в Совет Европы в Страсбурге. Активно участвовала в культурных программах, посвящённых проекту «Баку–Тбилиси–Джейхан».
С 2015 года регулярно выступает в Узбекистане в рамках Дней азербайджанской литературы и культуры. Провела многочисленные сольные концерты в Ташкенте, Самарканде, Ургенче, Намангане, Нукусе, Навои и других городах. Выступала в ведущих университетах Узбекистана, включая Университет имени Низами, Университет культуры и искусств, Университет журналистики и др.
В 2021 году приняла участие в Днях культуры Азербайджана в Самарканде. С 30 ноября 2021 года — доцент кафедры мугама факультета музыкального искусства Азербайджанского государственного университета культуры и искусств. С декабря 2021 года работает доцентом кафедры мугама факультета музыкального искусства Азербайджанского государственного университета культуры и искусств. 
В 2022 году приняла участие в открытии Дней азербайджанского кино в рамках международного фестиваля «Жемчужина Шёлкового пути» в Самарканде, а также в культурных мероприятиях в Ташкенте, Термезе и на Саммите президентов государств Организации тюркских государств в Самарканде. В том же году удостоена звания Народной артистки Узбекистана.
В 2023–2024 годах с гастролями и культурными программами посетила города Екатеринбург, Иваново, Лондон, Париж, Берлин, Нью-Йорк, Актобе, Шымкент, а также принимала участие в таких мероприятиях, как фестиваль «Харыбюльбюль» в Шуше, II Международный фестиваль тюркского театра в Казахстане, симпозиумы тюркской диаспоры в Турции.
В том же 2023 году приняла участие в песенном телешоу «Маска» в образе Зеркала и покинула проект в первом выпуске.
В марте 2025 года дала концерты по случаю весеннего праздника Новруз в Стокгольме, Копенгагене и Ташкенте.

## Семья
- Сестра — Гюльяз Закир кызы Мамедова, народная артистка Азербайджанской Республики.

## Награды и звания
- Народный артист Азербайджанской Республики — 2014[3],
- Заслуженный артист Азербайджанской Республики — 1998,
- Народный артист Республики Узбекистан — 30 августа 2022 — за большой вклад в укрепление уз дружбы и развитие стратегического партнёрства, всестороннего и взаимовыгодного сотрудничества между Республикой Узбекистан и Азербайджанской Республикой, в частности, наполнение научного и культурно-гуманитарного взаимодействия практическим содержанием и новыми инициативами, углубление и расширение многовековых связей братских народов двух стран[4],
- Президентская премия — 2012.